# Ignacy Brzostowski
Ignacy Brzostowski (ur. 1823 w guberni mohylewskiej, zm. 1875 w Saratowie) – wojewoda mohylewski w powstaniu styczniowym, polski działacz narodowy i społeczny, ziemianin, zesłaniec.

## Życiorys
Urodził się w 1823 roku w guberni mohylewskiej, syn Józefa, właściciela majątków Michałpol i Pawłowicze w powiecie sieńskim w guberni mohylewskiej. Miał trzech braci: Pawła, Antoniego i Waleriana oraz dwie siostry: Stefanię i Rozalię. Po ukończeniu szkół w Mińsku, ukończył studia na wydziale prawnym w Moskwie. Osiadł w odziedziczonym po stryju majątku Lipowicze. Tam i w okolicznych majątkach rozpowszechniał wśród chłopów białoruskich elementarz drukowany polskimi literami Elementarz dla dobrych dietok-katolików i Kalendarz 10-groszowy na rok zwyczajny 1863, zawierający opisy z dziejów narodu polskiego.
Był sędzią izby cywilnej i prezesem izby kryminalnej w Mohylewie. Działał w polskich organizacjach konspiracyjnych w guberni mohylewskiej. Współpracował z Tadeuszem Czudowskim, Michałem Oskierką, Czerwińskim i ks.Władysławem Lubomirskim. Brał czynny udział w przygotowaniach do powstania.
Był członkiem cywilnej organizacji powstańczej w powiecie sieńskim. Został mianowany powstańczym wojewodą guberni mohylewskiej. Organizował pomoc i schronienie dla powstańców. Aresztowany w 1863 roku, nakazem gubernatora mohylewskiego Beklemiszewa administracyjnie zesłany do guberni tambowskiej. Na rozkaz Murawjowa został wezwany do Wilna i ponownie osądzony i skazany na pozbawienie praw, konfiskatę majątku Lipowicze i zesłanie do Saratowa. Tam zmarł w 1875 roku.